# Hybridbau
Der Hybridbau ist ein Bausystem, mit dem schnell und flexibel Gebäude aller Arten und Nutzungen erstellt werden können. Der Ausdruck Hybrid wird verwendet, weil verschiedene Baustoffe (wie Holz, Stahl und Beton) verwendet werden. Die Gebäude können permanent oder temporär genutzt werden. Meist werden einzelne Raumelemente oder auch ganze Module im Werk vorgefertigt und auf der Baustelle montiert.

## Bauprozess
Nach der Planfreigabe durch den Auftraggeber wird mit der Produktion der Betonböden begonnen, damit diese genügend Zeit für die Aushärtung haben. Gleichzeitig werden die Wand- und Deckenelemente produziert. Anschließend werden die Elemente in der Produktionshalle zu Raumzellen zusammengefügt und der Innenausbau so weit wie möglich fertiggestellt. Die Vorfertigung ermöglicht es, die Bauzeit vor Ort so kurz wie möglich zu halten. Als Grundlage auf dem Bauplatz dienen, je nach Anforderungen ans Gebäude, Pfähle, Punkt-, Streifen- oder Schraubenfundamente. Auch eine Unterkellerung ist möglich.
Auf dem Fundament werden die vorbereiteten Module errichtet. Bei einer gut funktionierenden Logistik sind das täglich bis zu 25 Module, was einer Fläche von etwa 450 Quadratmetern entspricht. Anschließend erfolgen Innenausbau- und Abschlussarbeiten.

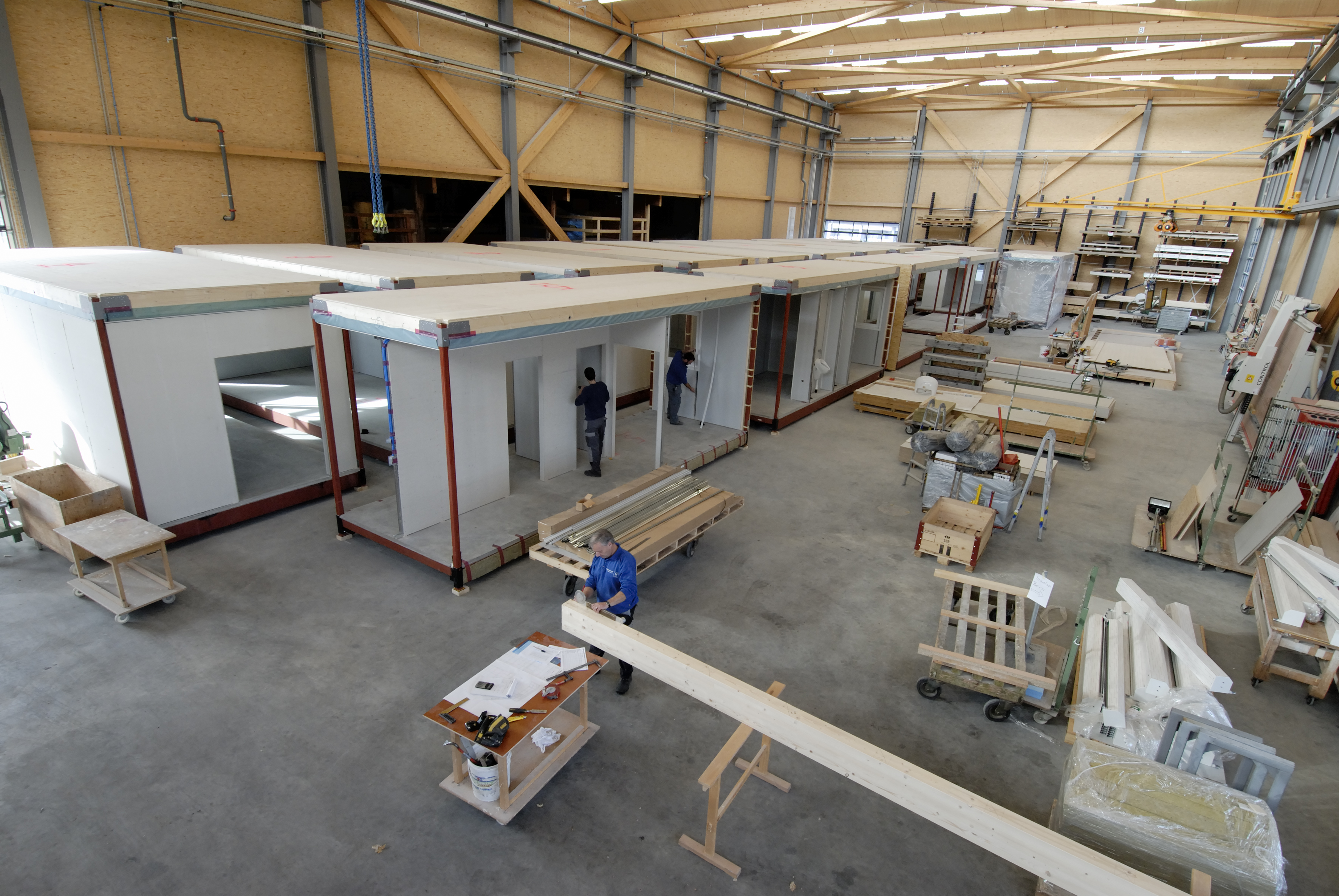
Vorfertigung einzelner Raumzellen in einer Halle
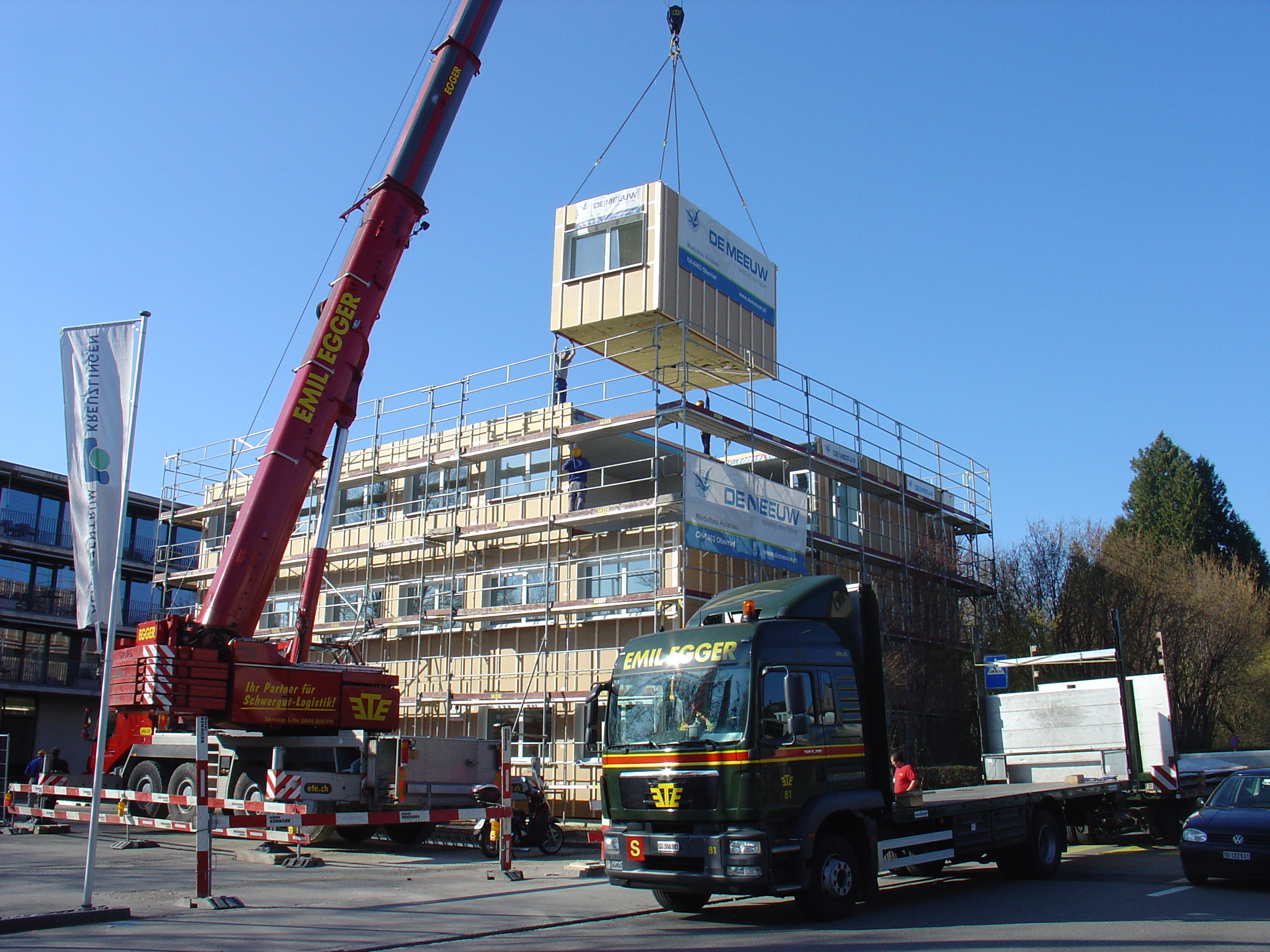
Montage der Raumzellen (provisorischer Wohnblock am Alterszentrum Kreuzlingen, TG im Frühling 2011)

## Einsatzbereich
Gebäude aller Art, wie zum Beispiel Schulgebäude, Krankenhäuser, industrielle Bauten oder auch Wohnhäuser sind möglich.

## Vorteile
Im Vergleich zum konventionellen Bau gibt es beim Hybridbau einige Vorteile. Die wichtigsten sind:
- Gute Planbarkeit und kurze Realisierungszeit: Die Bauzeit beträgt nur rund 6–12 Wochen.
- Flexibilität: Die Gebäude können ständig den Bedürfnissen angepasst werden. Dank nicht tragender Wände kann die Raumaufteilung während der Nutzung geändert werden.
- Rückbau: Die Hybridbauten können komplett zurückgebaut und an einem neuen Ort wieder errichtet werden.

Dennoch haben Hybridbauten eine vergleichbare Lebensdauer wie herkömmliche Bauten und entsprechen den heutigen Energiestandards.

## Beispiele
| Name                                        | Benutzungsart | Fläche   | Stockwerke | Bild                                                             |
| ------------------------------------------- | --- | -------- | ---------- | ---------------------------------------------------------------- |
| Kindergarten in Cugy, VD                    | Aufgrund des Bevölkerungswachstums benötigte die Einwohnergemeinde Cugy ein neues permanentes Gebäude als Kindergarten. Der Neubau sollte sich mit einer Holzfassade in den bestehenden Campus integrieren und später mit wenig Aufwand und Kosten von zwei auf drei Stockwerke erhöht werden können. Das Gebäude wurde im Minergie-Standard geplant, aus Budgetgründen wurde jedoch auf die kontrollierte Raumlüftung und eine Zertifizierung verzichtet. Die Wärmedämmwerte des Gebäudes wurden aber beibehalten. Trotz Verzögerung der Baubewilligung durch Einsprachen wurde der Termin für die Baufertigstellung von 5 Monaten eingehalten.                                                                            | 500 m²   | 2          | Kindergarten in Cugy, Kanton VD, Schweiz                         |
| Alterszentrum Adlergarten in Winterthur, ZH | Das Altersheim Adlergarten in Winterthur wird in den Jahren 2012 bis 2015 saniert. Für die Umbauzeit musste für 150 Bewohner eine temporäre Wohnstätte gebaut werden. Im Dezember 2011 wurde mit der Produktion der einzelnen Module begonnen. Das erste von 219 Modulen wurde im Juni 2012 platziert, fünf Monate später war das dreistöckige Gebäude fertig. Es bietet Platz für 150 Altersheimbewohner, verfügt über ein eigenes Medical-Center (mit Zahnarzt, Physiotherapie, Arztpraxis und Podologie), eine Großküche, mehrere Aufenthaltsräume und einen Coiffeursalon. Das komplette Gebäude kann zurückgebaut, an einem neuen Standort genutzt und den neuen Bedürfnissen beliebig angepasst und erweitert werden. | 3'927 m² | 3          | Alterszentrum Adlergarten in Winterthur, Kanton Zürich, Schweiz  |
| Bettenprovisorium in Lachen, SZ             | Beim Spital Lachen bestanden seit längerer Zeit Engpässe im Bereich der Tagesklinik und im stationären Bereich. Aus diesem Grund hat sich das Spital Lachen entschieden, eine Erweiterung aus 76 Modulen direkt an das bestehende Gebäude anzubauen. Das erste Geschoss dient während der geplanten Sanierung des Spitals als Rochadenfläche für zu sanierende Bettenzimmer im Spital. Das zweite Geschoss wird als Erweiterung der Tagesklinik genutzt. Nach der geplanten Sanierung (voraussichtlich Mitte 2014) wird das Hybridgebäude dem ambulanten und stationären Bereich zur Verfügung gestellt. | 1337 m²  | 2          | Bettenprovisorium des Regionalspitals Lachen, Kanton SZ, Schweiz |
| Aufstockung Inselspital in Bern, BE         | Wegen eines größeren Umbaus hatte das Inselspital in Bern Bedarf nach sogenannten Provisoriumsräumen, die in luftiger Höhe, 40 Meter über Boden, errichtet werden sollten. Es galt, in zwei Etappen (2006–2008) Raum für Patientenzimmer, eine Dialysestation sowie für Büros und Technik zu schaffen. Um die Module zu platzieren, kam insbesondere ein 400-Tonnen-Kran zum Einsatz. Das Projekt zeigte, dass Modulbaulösungen den hohen hygienischen und technischen Anforderungen eines Spitals entsprechen können und dass Raumerweiterungen innert relativ kurzer Zeit realisierbar sind. Dank der Mietlösung entfallen für den Bauherrn hohe Investitionskosten und damit verbundene Risiken.                         | –        | 2          | Aufstockung Inselspital Bern                                     |